# Vodice (Slovénie)
Pour les articles homonymes, voir Vodice.
 Vodice  est une commune située au nord de la capitale Ljubljana dans la région de Haute-Carniole dans le nord-ouest de la Slovénie.

## Démographie
Entre 1999 et 2021, la population de la commune a régulièrement augmenté jusqu'à approcher les 5 000 habitants,.
Évolution démographique
| 1999  | 2000  | 2001  | 2002  | 2003  | 2004  | 2005  | 2006  | 2007  |
| ----- | ----- | ----- | ----- | ----- | ----- | ----- | ----- | ----- |
| 3 775 | 3 830 | 3 873 | 3 927 | 3 951 | 4 011 | 4 078 | 4 162 | 4 262 |
| 2008  | 2009  | 2010  | 2011  | 2012  | 2013  | 2014  | 2015  | 2016  |
| 4 384 | 4 425 | 4 551 | 4 615 | 4 711 | 4 778 | 4 820 | 4 777 | 4 804 |
| 2017  | 2018  | 2019  | 2020  | 2021  |       |       |       |       |
| 4 831 | 4 861 | 4 958 | 4 985 | 4 983 |       |       |       |       |